# 30321 McCleary
30321 McCleary è un asteroide della fascia principale. Scoperto nel 2000, presenta un'orbita caratterizzata da un semiasse maggiore pari a 2,2163495 UA e da un'eccentricità di 0,0755898, inclinata di 5,24575° rispetto all'eclittica.